# Kuivaniemi
Kuivaniemi est une ancienne municipalité du nord-ouest de la Finlande, dans la région d'Ostrobotnie du Nord.
La commune existait depuis 1867, mais elle a disparu en 2007, rattachée à sa voisine du sud Ii, payant ainsi la nette baisse de sa population ces dernières années et son passage sous le seuil des 2 000 habitants.

## Géographie
Kuivaniemi était une commune étendue et peu peuplée, très similaire à ses voisines de Laponie du sud. La municipalité correspondait à la limite sud de l'élevage extensif des rennes, qui y est assez rare.
La municipalité était située le long de la côte du Golfe de Botnie (elle comptait 30 km de côte), à 73 km au nord d'Oulu et 36 km au sud-est de Kemi. Le village est traversé par la nationale 4 (E75), le principal axe nord-sud du pays.
La commune correspondait largement au bassin de la rivière Kuivajoki. Les municipalités frontalières étaient Ii au sud, Yli-Ii au sud-est, Pudasjärvi à l'est, Ranua au nord-est et enfin Simo au nord (Laponie pour les deux dernières). Aujourd'hui Kuivaniemi est pleinement intégrée dans la municipalité d'Ii dont elle constitue la partie nord.